# Conseil d'administration
Pour les articles homonymes, voir CA et BOD.

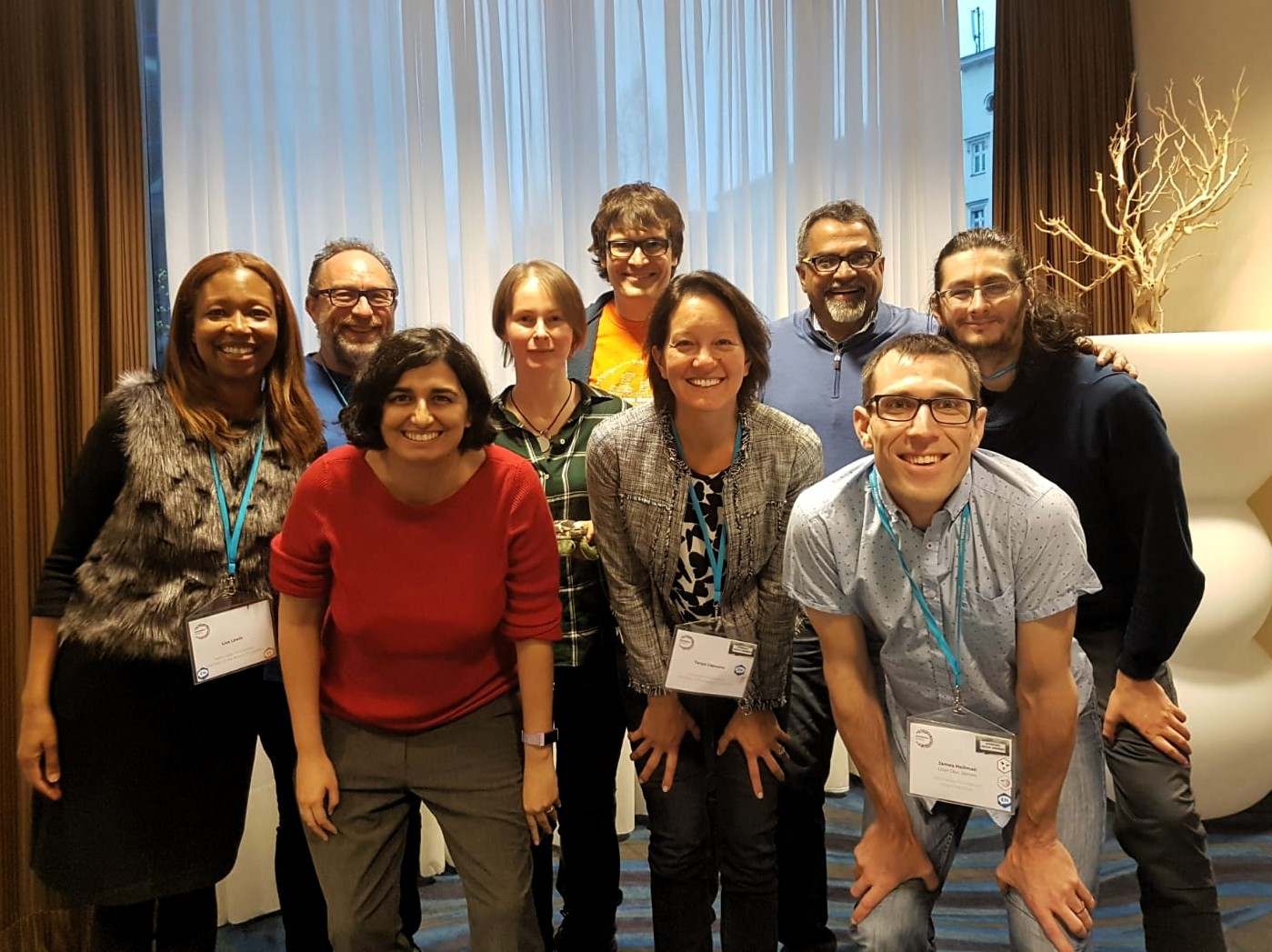
Conseil d'administration de la Fondation Wikimédia (2019).

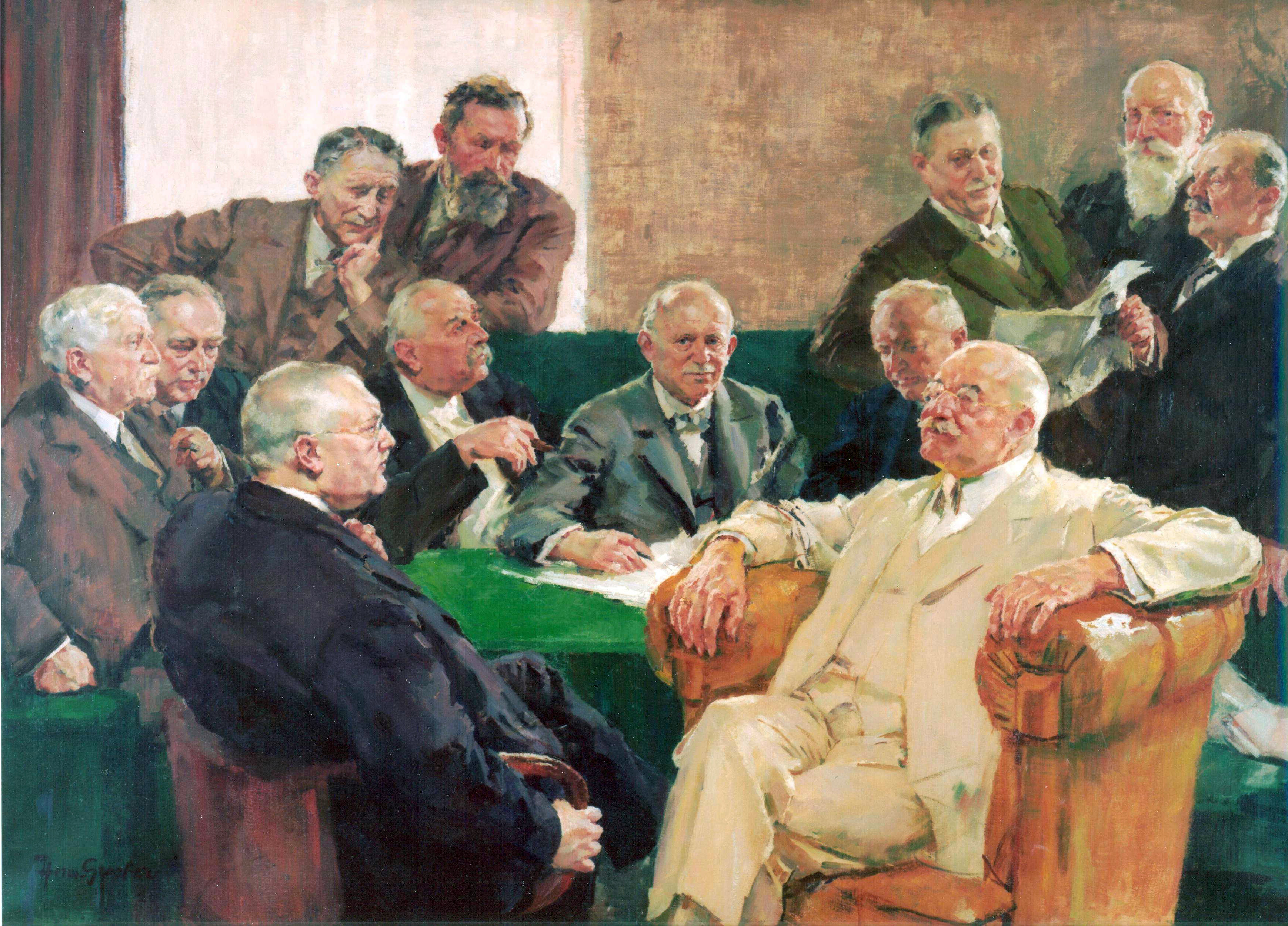
Le conseil d'administration d'IG Farben vers 1926, avec à gauche au premier plan Carl Bosch et à droite Carl Duisberg.

Le conseil d’administration (CA, en anglais board of directors, BOD) est un groupe de personnes morales ou physiques (les administrateurs) chargé d'administrer une institution, comme une association, une entreprise ou un établissement public.
Il comprend plusieurs membres, dont un président désigné ou élu, et un secrétaire ainsi que, parfois, un vice-président et un trésorier.
Si une personne morale est membre d'un conseil d'administration, elle désigne une personne physique pour la représenter.
L’organisation, le fonctionnement et les prérogatives du conseil d’administration sont fixés par le statut de l'institution et dépendent du droit national.

## Belgique
En Belgique, les sociétés et beaucoup d'autres institutions sont administrées par un conseil d'administration. Le conseil d’administration est défini et réglementé en droit des sociétés. En 2019, la loi de 1921 (refondue en 2002) sur les associations et les fondations et le Code des sociétés de 1999 ont été tous deux abrogés pour être remplacés par un nouveau Code des sociétés et des associations.

## France

### Sociétés anonymes
Les sociétés anonymes sont administrées soit par un conseil d’administration, soit par un duo Directoire - Conseil de surveillance.
Le conseil d’administration (CA) d'une société anonyme est constitué de trois à dix-huit membres qui sont appelés « administrateurs ». Ils sont nommés par l’assemblée des actionnaires. Cependant, dans le cas des grandes entreprises de plus de 5 000 personnes, les modalités de désignation du ou des deux administrateurs salariés sont fixées par cette même assemblée générale. De plus, l'assemblée des actionnaires peut révoquer « ad nutum » un administrateur, ce qui signifie ici sans préavis, ni motif, ni indemnité.
Le CA nomme le directeur général de la société. Si celui-ci est aussi président du conseil d’administration, on parle de PDG.
Selon la journaliste française Sophie Coignard, la rémunération d'un membre du CA, désignée comme « jetons de présence » (depuis 2019, « rémunération de l'activité »), peut atteindre 500 000 € par an « pour une charge de travail qui représente à peine un mi-temps ». Ils sont dans un rapport de clientélisme avec le Président (ou PDG en cas de cumul avec la fonction de directeur général), qui favorise leur nomination et à qui ils accordent des rémunérations encore plus copieuses. Il arrive que des sièges au CA soient offerts à des personnalités telles que Bernadette Chirac, Nicolas Sarkozy ou Cherie Blair. Depuis les années 2000, les CA sont tenus de compter 40 % de femmes ainsi que des représentants des salariés, et leur rémunération peut être affectée par une mauvaise performance de l'entreprise ; cependant, leur contrôle de l'entreprise n'empêche pas les dérapages et il n'est pas sans exemple qu'ils aient été poursuivis en justice.

### Établissements publics
Il y a très souvent des conseils d’administration dans les établissements publics. On peut citer par exemple les CA des lycées ou collège ou ceux des universités.

### Association loi de 1901
Le fonctionnement d’une association dépend des statuts internes. Pour être reconnue d'utilité publique, une association doit manifester des critères de transparence et de légitimité parmi lesquels figurent l'existence d'un conseil d’administration et d'un bureau.

## Québec

### Petites et moyennes entreprises
« Pour les fins des PME, nous pouvons définir la gouvernance comme étant un ensemble de rapports entre un propriétaire-dirigeant et un groupe de personnes réunies en un conseil consultatif ou un conseil d'administration. Ces personnes, majoritairement indépendantes de la direction et de l’actionnaire de contrôle, ont accepté d'appuyer ce propriétaire-dirigeant de leur expertise et de leur expérience pour améliorer les décisions et assurer la croissance durable de l'entreprise. »
Il existe un fort bassin au Québec de PME parmi lesquelles environ 10 000 ont plus de 50 employés et un chiffre d’affaires d’au moins 5 M$. Toutefois, faute de données disponibles, il n’a pas été possible d’évaluer de façon précise le nombre d’entreprises de taille moyenne (plus de 50 employés mais moins de 500) non cotées en bourse qui se sont dotées d’un conseil d’administration ou d’un conseil consultatif.
Au Canada, la Banque de développement du Canada a réalisé une étude sur les comités consultatifs. Ainsi le sondage révèle que 6 % de l’ensemble des PME canadiennes font usage d’un comité consultatif. De celles-ci, la moitié (ou 3 % du total) ont mis sur pied un comité consultatif alors qu’elles disposent aussi d’un conseil d’administration. Par ailleurs, 19 % des PME au pays comptent uniquement sur un conseil d’administration. L’étude ne nous permet pas de déterminer quelle proportion des conseils d’administration de PME joue un véritable rôle de conseil stratégique au même titre que les comités consultatifs, ou quelle proportion remplit simplement une obligation légale. Finalement, les trois quarts des PME n’ont ni comité consultatif ni conseil d’administration.
Puisque aucune forme de gouvernance n’est imposée à la PME non cotée en bourse, la gouvernance ne trouvera sa raison d’être qu’en offrant des avantages importants aux dirigeants de ces entreprises. Ainsi, l'Institut sur la gouvernance a élaboré, grâce à un groupe de travail, un certain nombre de recommandations afin d’améliorer la qualité de la gouvernance et d’en diffuser l’adoption au sein des PME québécoises. Ces dernières sont disponibles dans le rapport intitulé « Pour développer des entreprises championnes ».
L'Institut sur la gouvernance a également développé des capsules vidéo adaptées aux contextes des PME afin de les aider à implanter un comité consultatif ou un conseil d'administration.

### Établissements publics
Le gouvernement du Québec a résolu de doter certains des organismes de l’État québécois d’un cadre de gouvernance moderne aligné sur les meilleures pratiques du domaine. Ce projet de moderniser la gouvernance de certaines sociétés fut mené en plusieurs étapes. D’abord, à la demande du conseil exécutif du gouvernement du Québec, un groupe de travail présidé par le professeur Yvan Allaire fut créé au cours de l’été 2003 afin de formuler des recommandations pour relever la gouvernance des sociétés d’État. Le groupe de travail remit son rapport en novembre 2003. Au printemps 2006, le ministre des Finances du Québec déposait un énoncé de politique intitulé Moderniser la gouvernance des sociétés d'État. Le projet de loi adopté par l’Assemblée nationale le 14 décembre 2006 impose à 23 sociétés d’État de nouvelles règles de gouvernance.
L'objet de cette loi est « d'établir des principes de gouvernance d'entreprise afin de renforcer la gestion des sociétés d'État dans une optique visant à la fois l'efficacité, la transparence et l'imputabilité des composantes de leur direction. » (article 1)
Les sociétés d'État du Québec sont maintenant gouvernées selon des règles et principes fiduciaires modernes, fidèles aux meilleures pratiques. De façon générale, les sociétés se sont conformées aux exigences de divulgation de la loi. Cependant, Yvan Allaire propose dans un rapport publié par l'Institut sur la gouvernance des suggestions pour améliorer la transparence et pour renforcer la capacité de supervision et de coordination du gouvernement.
Ainsi, au Québec, plusieurs établissements et institutions sont administrés par des conseils d'administration. Ces conseils peuvent être nommés par le gouvernement ou être élus en partie par la population. Bien que ce ne soit pas obligatoire, les administrateurs, tant publics que privés, peuvent joindre l'Ordre des administrateurs agréés du Québec.

## Rôle du conseil d'administration pour la gestion de l'entreprise
Le conseil d'administration remplit les rôles suivants, :
- contrôle de la stratégie conduite par le dirigeant ;
- apport de légitimité et de soutien à l'organisation ;
- aide à l'établissement de la stratégie avec le dirigeant ;
- décide de la rémunération des dirigeants[7].